# Левобережный (парк)
Парк «Левобережный» (также известен как народный парк «Левобережный») — парк в районе Левобережный города Москвы. Располагается на берегу Химкинского водохранилища вдоль Прибрежного проезда.

## История
Парк и прилегающий пляж были открыты на Химкинском водохранилище вскоре после строительства здесь канала имени Москвы в 1930-е годы. Долгие годы территория представляла собой обычную зеленую зону с прогулочными дорожками и стихийный песчаный пляж на берегу водохранилища.
В 1977 году на территории парка снимался эпизод мелодрамы «Школьный вальс» (1978) режиссёра Павла Любимова — по сюжету герои фильма приезжают сюда отдохнуть на городском пляже.
За годы своего существования парк постепенно приходил в запустение без должного ухода, и в 2013 году здесь прошла большая реконструкция.
В 2015 году парк перешёл под управление Музейно-паркового комплекса «Северное Тушино». В том же году он получил название «Левобережный» — его выбрали в ходе голосования пользователи портала «Активный гражданин».
В 2017—2018 годах в парке прошло дополнительное благоустройство по программе «Мой район». За концепцию обновления отвечало архитектурное бюро Kleinewelt.

## Инфраструктура
В пляжной части парка построена набережная с деревянным настилом и 200-метровой перголой для отдыха в тени, обустроены раздевалки и душевые и установлены шезлонги. Рядом с пляжем располагается детская площадка в экостиле с тарзанками, гамаками и разнообразными качелями. Здесь же находится павильон с летним кафе и открытыми верандами для загорания. Для занятия спортом в зоне отдыха есть воркаут-площадка, столы для игры в настольный теннис и большая песчаная площадка для игры в пляжный футбол и волейбол площадью 2000 кв. м.
На территории лесной зоны парка находятся прогулочные экотропы и смотровые площадки с видом на Химкинское водохранилище. Вдоль аллей уложена велодорожка длиной 2,4 км. В части парка у Левобережной улицы находится скейт-парк «Союз», названный по располагавшейся в советское время поблизости гостинице «Союз» по адресу: Левобережная улица, дом 12 (сегодня — отель Holiday Inn Express Moscow — Khovrino).

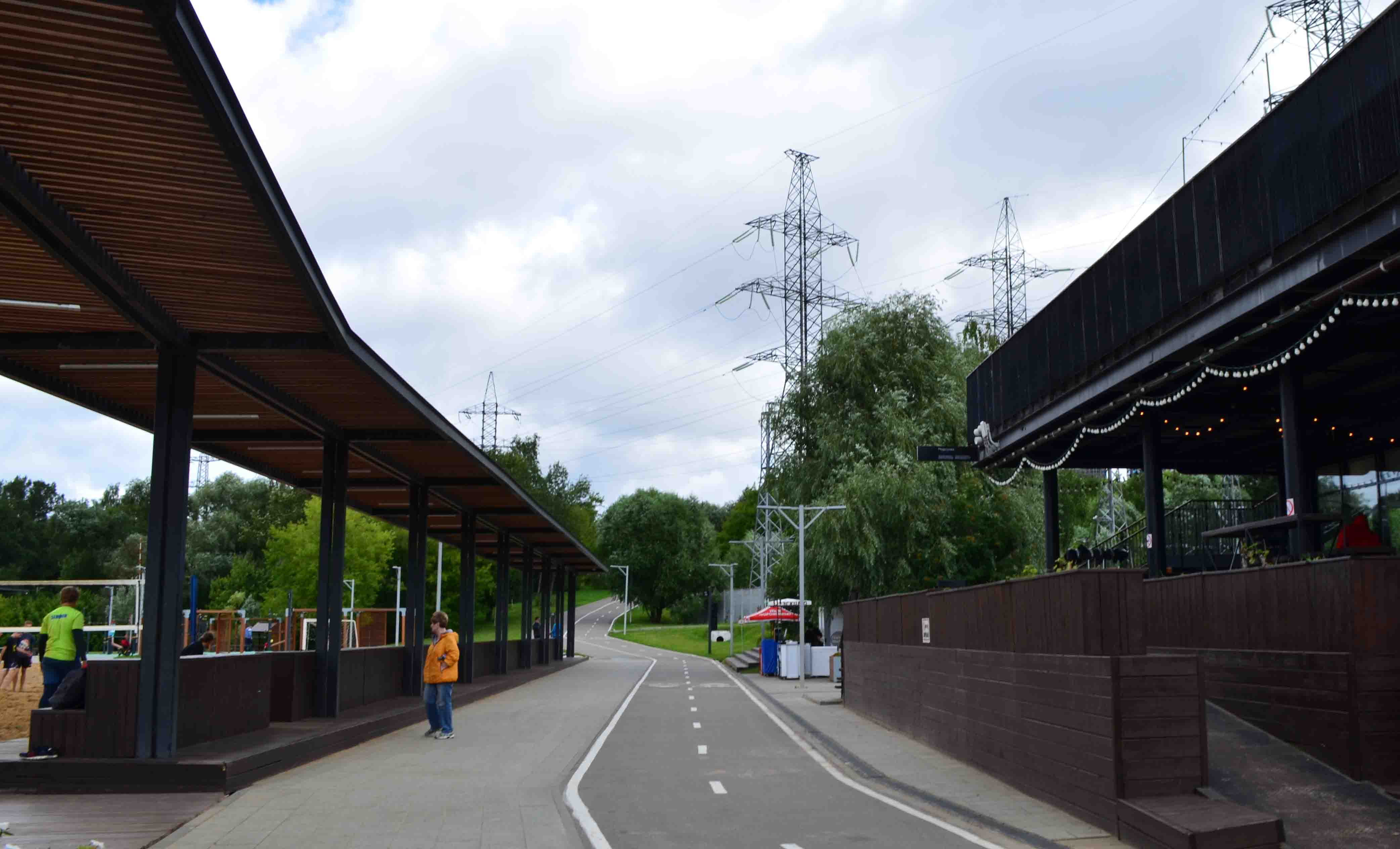
Набережная
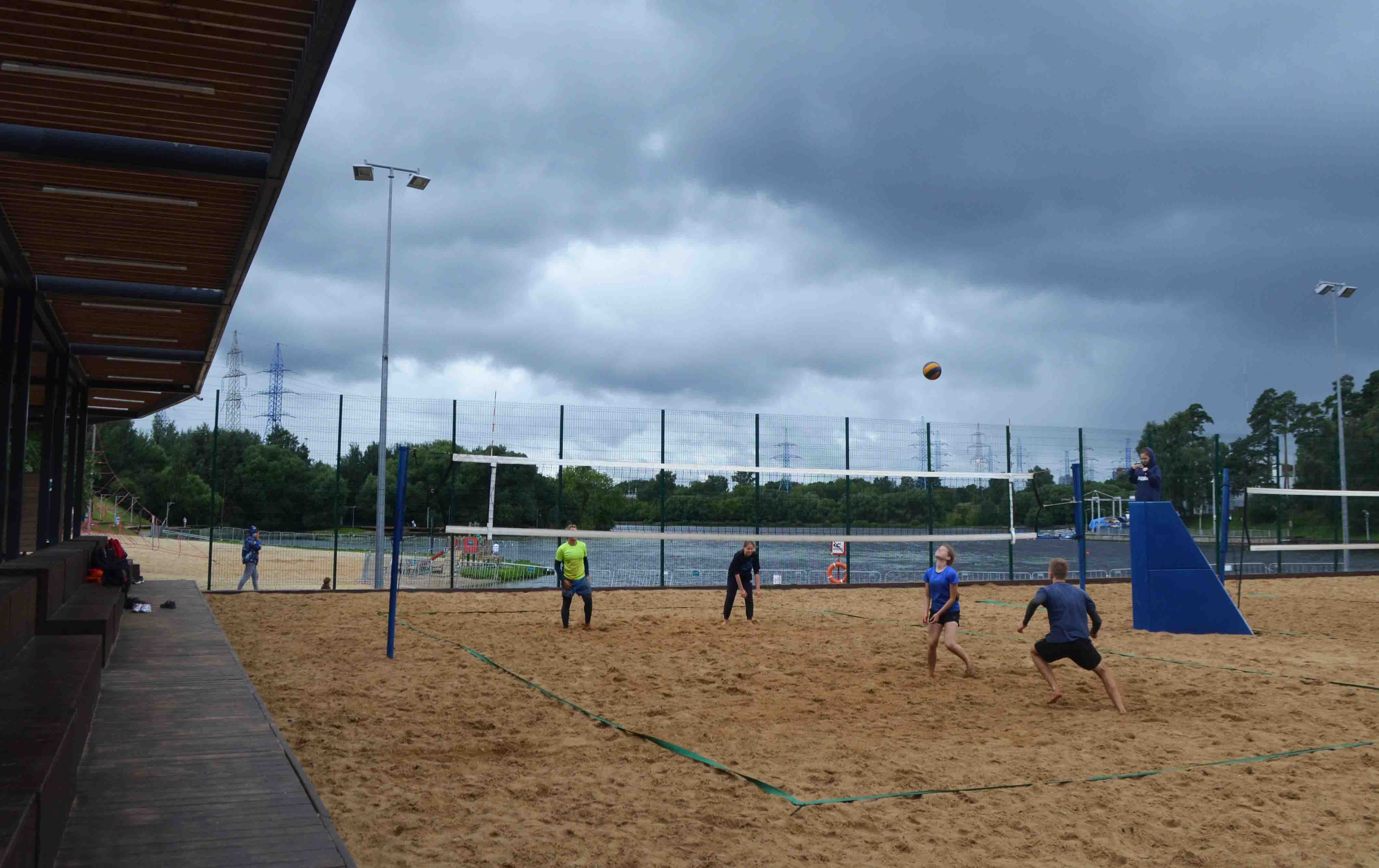
Волейбольная площадка
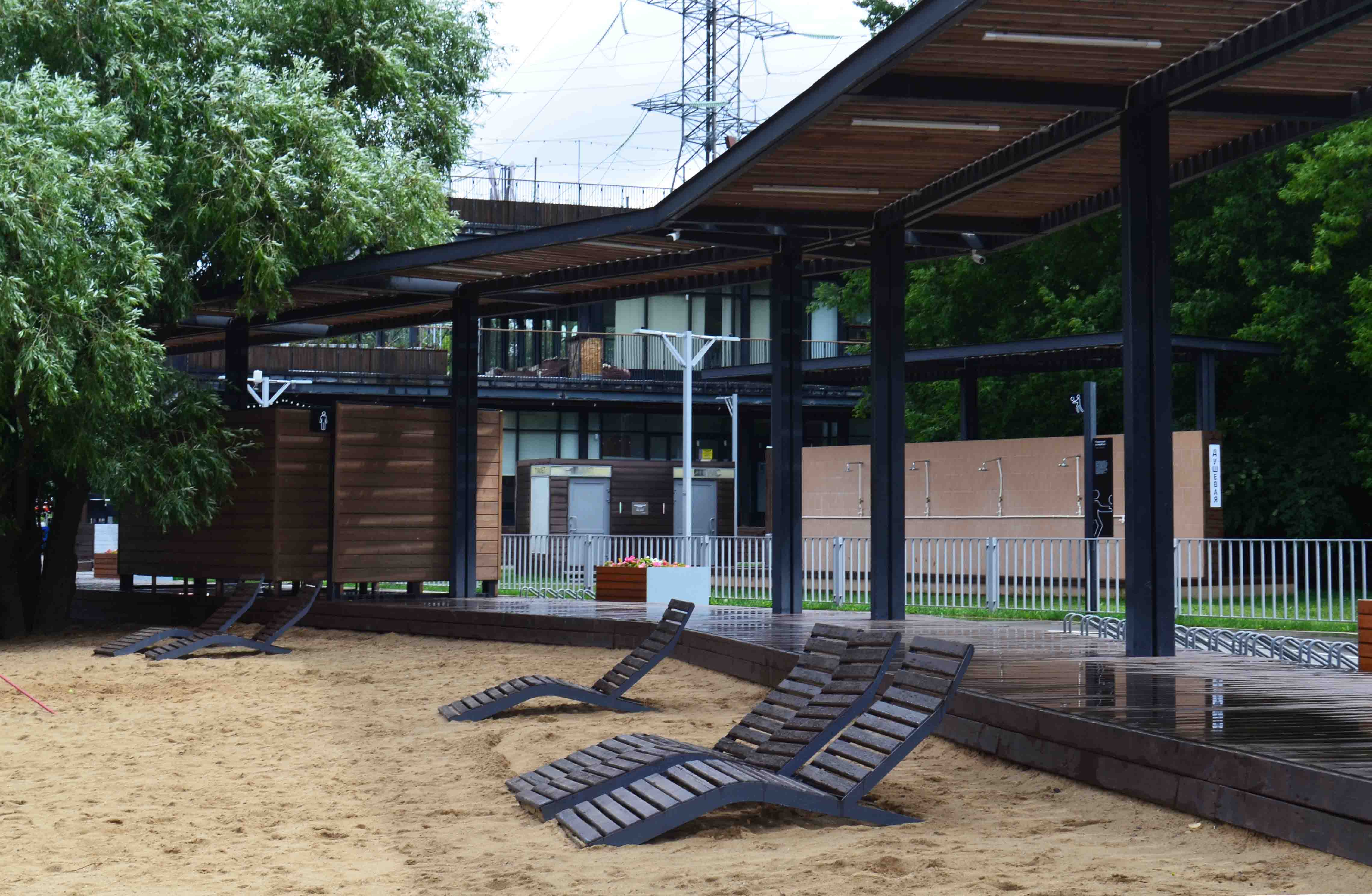
Пляж
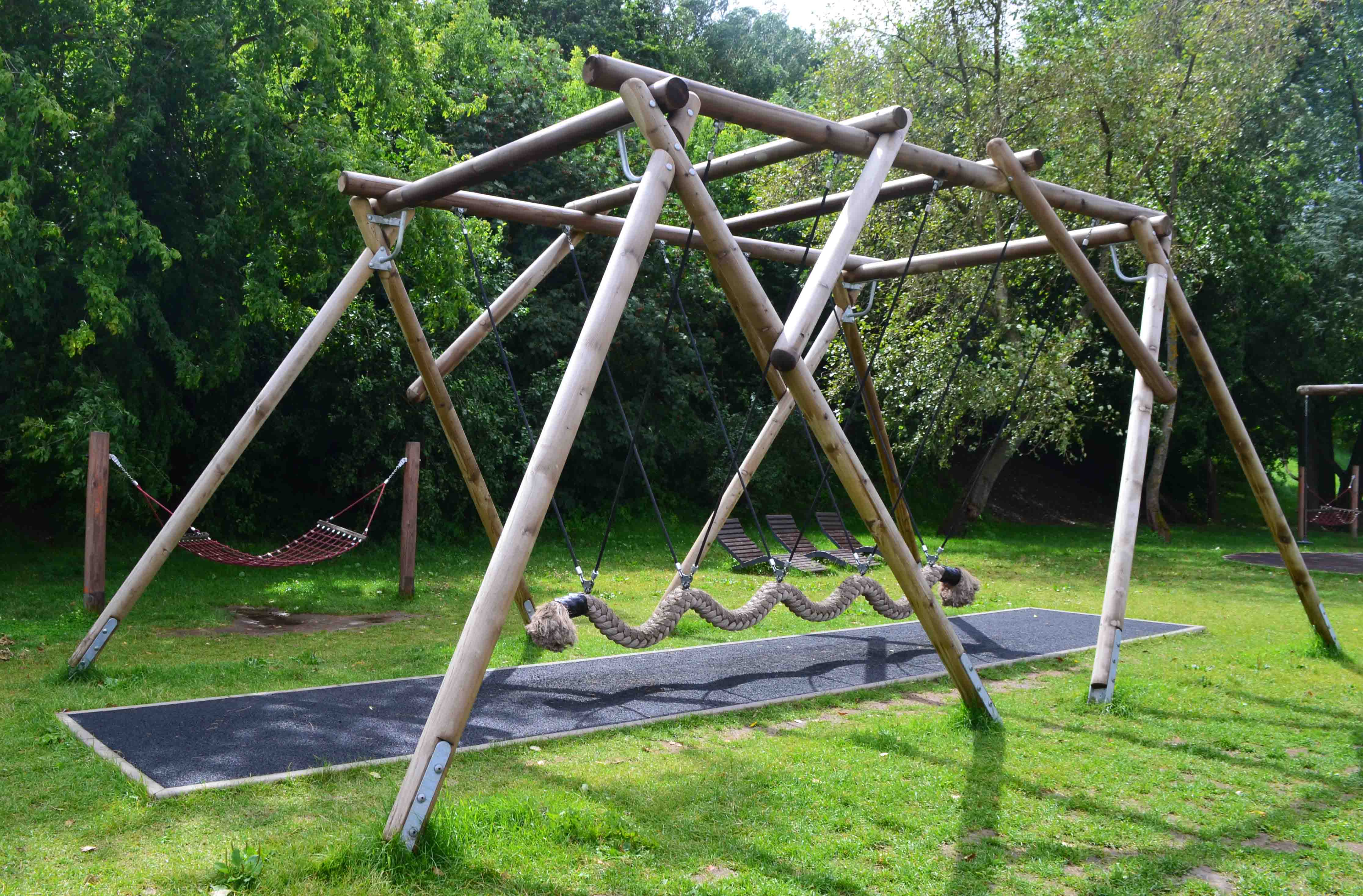
Детская площадка
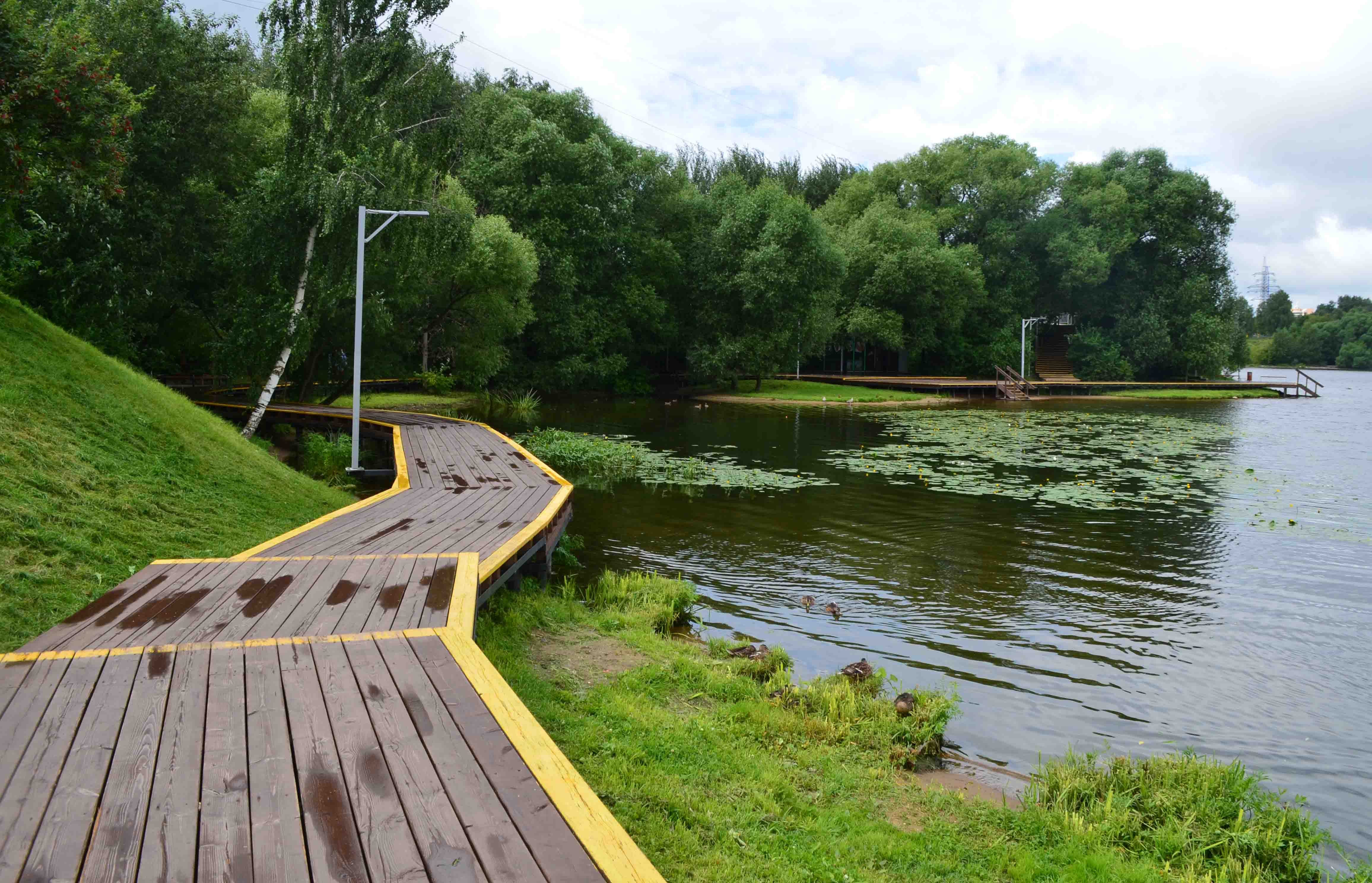
Прогулочная тропа
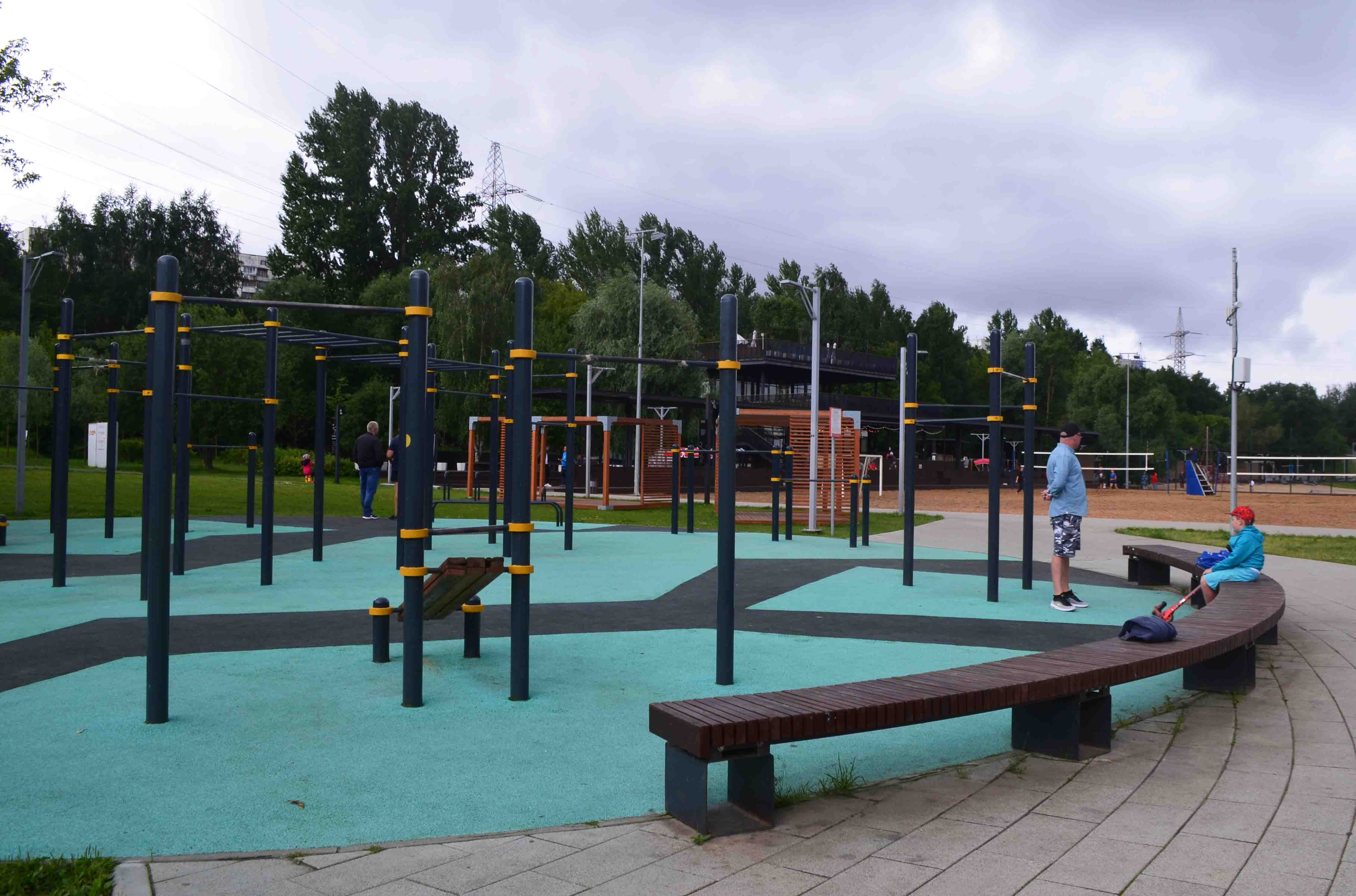
Воркаут
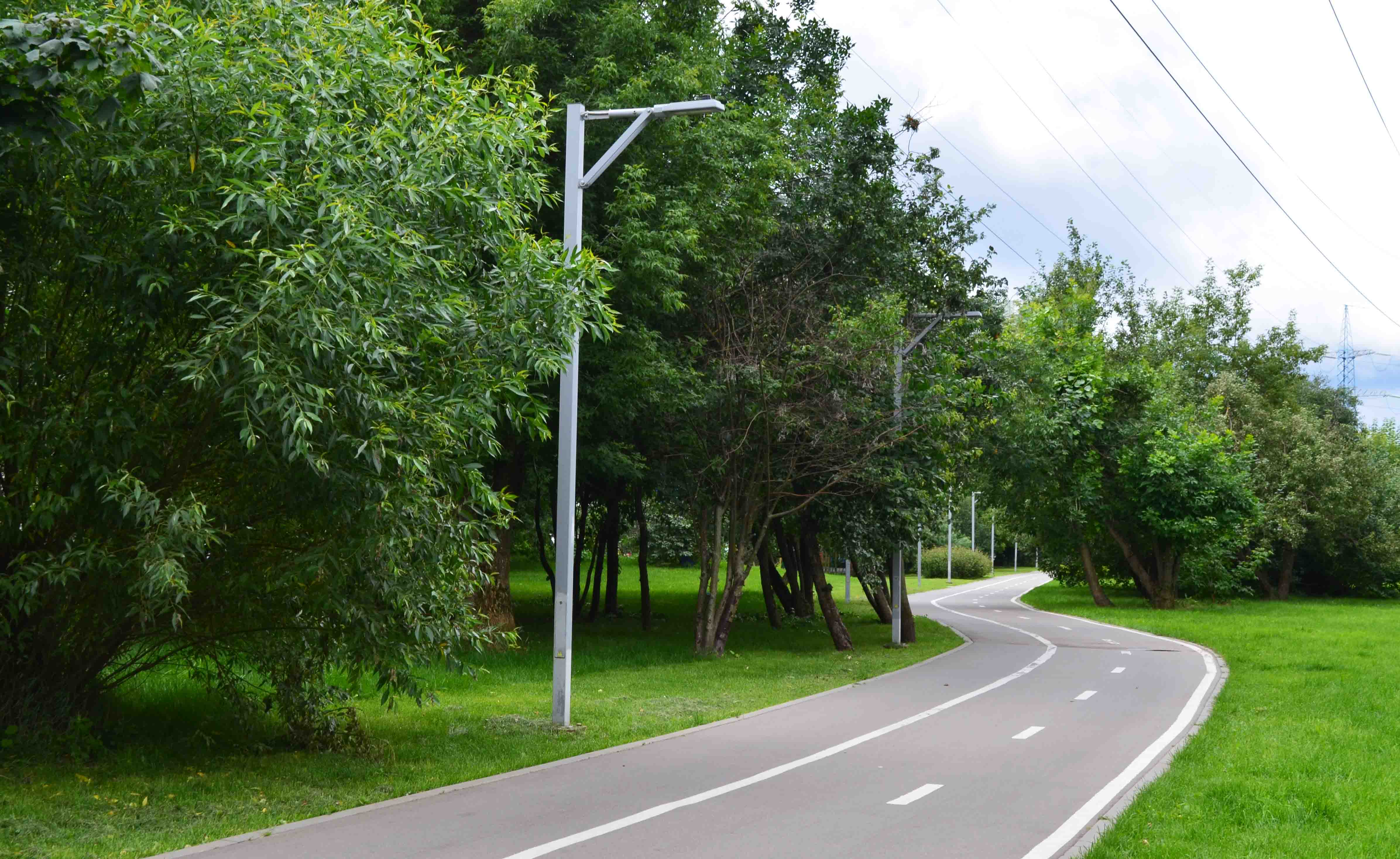
Велосипедная дорожка